# Chorasańczycy
Chorasańczycy – lud turecki zamieszkujący w północnej części irańskiego ostanu Chorasan, około 403 tys. ludzi. Używają własnego, zbliżonego do azerskiego języka, większość jest dwujęzyczna i używa również urzędowego w Iranie języka perskiego. W VII wieku zamieszkane przez nich ziemie podbite zostały przez Arabów i zislamizowane. Obecnie wyznają oni islam sunnicki. Chorasańczycy zajmują się uprawą, w tym również na sztucznie nawadnianych polach, hodują owce, kozy i bydło. Znane są wyroby chorasańskich rzemieślników - zwłaszcza dywany. 